# Albategnius (månekrater)
Albategnius er et gammelt nedslagskrater på Månen, som ligger på Månens forside i det centrale højland. og er opkaldt efter den tyrkiske videnskabsmand Al-Battani (ca. 853-929).
Navnet blev officielt tildelt af den Internationale Astronomiske Union (IAU) i 1935. 
Albategniuskrateret menes at være omhyggeligt aftegnet i en tidlig skitse af Galileo i bogen Siderius Nuncius, der offentliggjordes i 1610, og som viser det langs Månens terminator.

## Omgivelser
Albategnius ligger syd for Hipparchuskrateret og øst for Ptolemaeus- og Alphonsuskraterne. Overfladen i dette område er gennemskåret af en række næsten parallelle riller, som forløber i en nord-sydlig linje med en let bøjning mod sydøst.

## Karakteristika
Dets flade indre danner en bjergomkranset slette, hvis vægge danner terrasser. Den ydre væg er delvis hexagonal af form og er stærkt eroderet af nedslag, dale og skred. Den når en højde over 4.000 meter langs den nordøstlige side. Randen er brudt mod sydvest af det mindre Kleinkrater.
Lidt vest for kraterets midte ligger den centrale top i Albategnius, som har navnet Alpha (α) Albategnius. Den har længst udstrækning i nord-sydlig retning, hvor dens længde er lige under 20 km, og dens bredde er ca. halvt så stor. Toppen rejser sig til en højde på ca. 1,5 km, og der er et lille, relativt nyt krater ved toppen.

## Satellitkratere
De kratere, som kaldes satellitter, er små kratere beliggende i eller nær hovedkrateret. Deres dannelse er sædvanligvis sket uafhængigt af dette, men de får samme navn som hovedkrateret med tilføjelse af et stort bogstav. På kort over Månen er det en konvention at identificere dem ved at placere dette bogstav på den side af satellitkraterets midte, som ligger nærmest hovedkrateret. Albategniuskrateret har følgende satellitkratere:
| Albategnius | Bredde  | Længde | Diameter |
| ----------- | ------- | ------ | -------- |
| A           | 8,9° S  | 3,2° Ø | 7 km     |
| B           | 10,0° S | 4,0° Ø | 20 km    |
| C           | 10,3° S | 3,7° Ø | 6 km     |
| D           | 11,3° S | 7,1° Ø | 9 km     |
| E           | 12,9° S | 6,4° Ø | 14 km    |
| G           | 9,4° S  | 1,9° Ø | 15 km    |
| H           | 9,7° S  | 5,2° Ø | 11 km    |
| J           | 11,1° S | 6,2° Ø | 7 km     |
| K           | 9,9° S  | 2,0° Ø | 10 km    |
| L           | 12,1° S | 6,3° Ø | 8 km     |
| M           | 8,9° S  | 4,2° Ø | 9 km     |
| N           | 9,8° S  | 4,5° Ø | 9 km     |
| O           | 13,2° S | 4,2° Ø | 5 km     |
| P           | 12,9° S | 4,5° Ø | 5 km     |
| S           | 13,3° S | 6,1° Ø | 6 km     |
| T           | 12,6° S | 6,1° Ø | 9 km     |

## Måneatlas
- Billeder af Albategniuskrateret i LPI-måneatlasset